# 캄필리 왕국

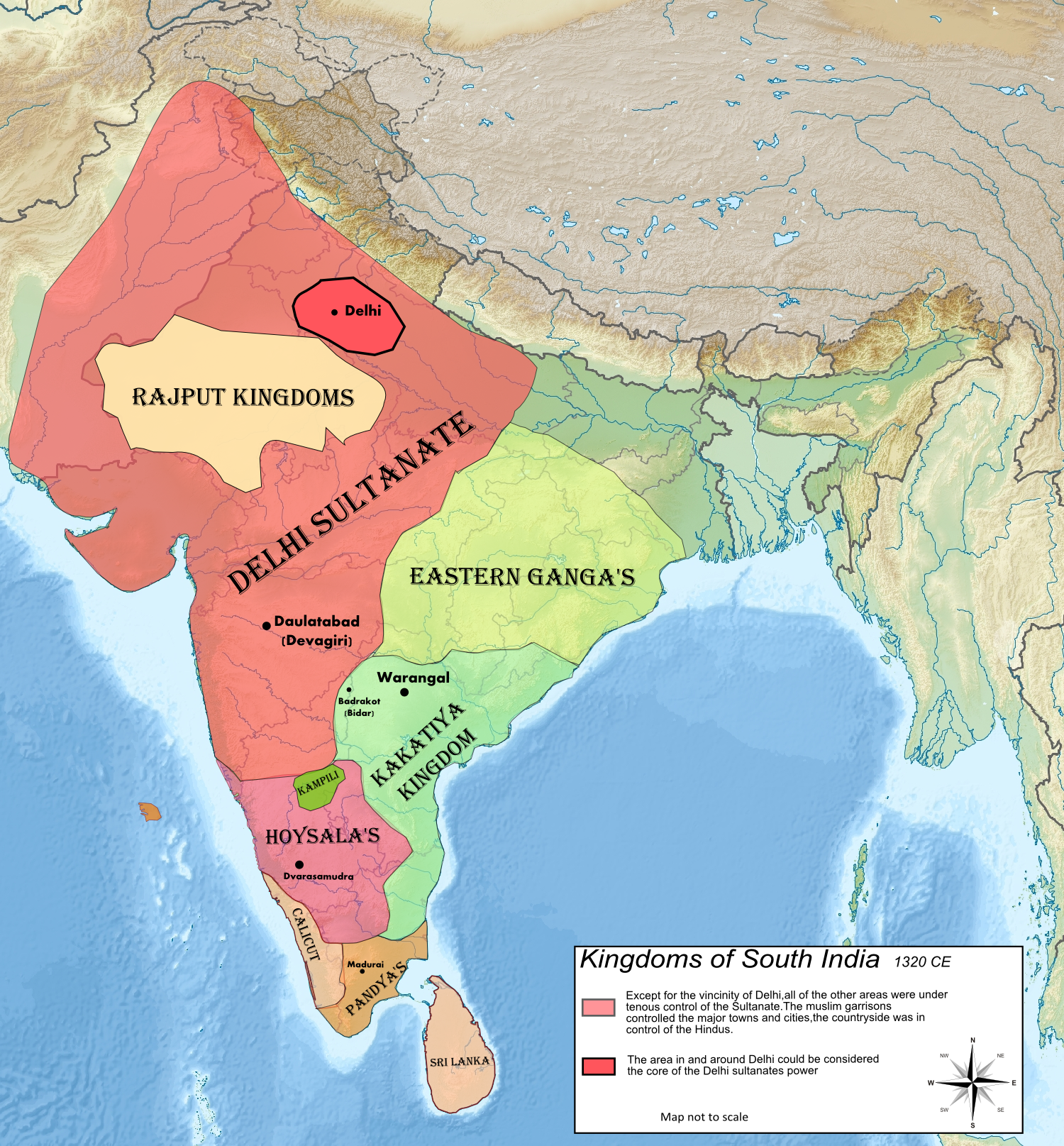
서기 1320년경의 인도 지도, 남부에 캄필리 왕국이 표시되어 있다.

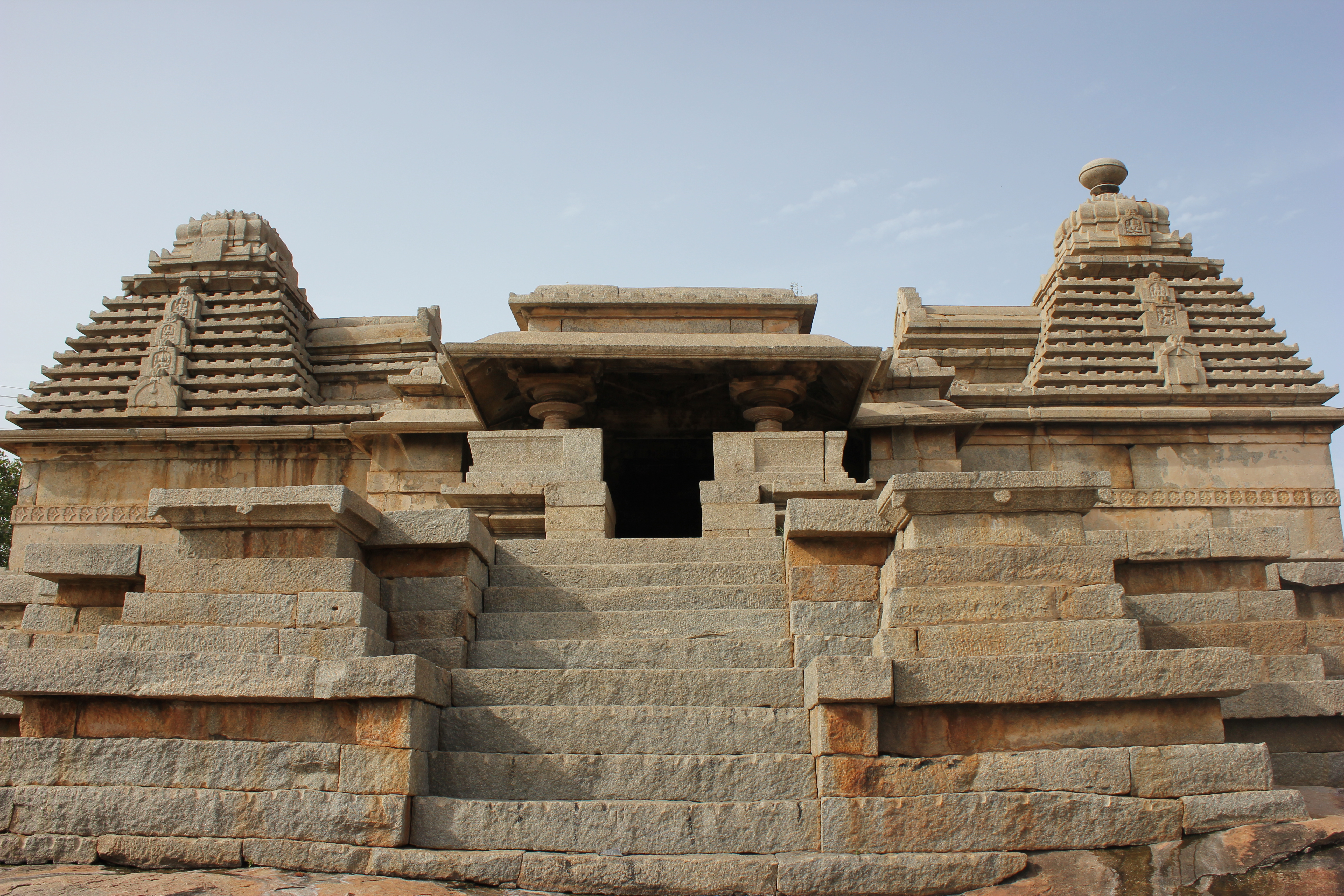
함피의 헤마쿠타 언덕에 있는 시바 사원은 캄필리 왕국의 통치자인 캄필리 라야에 의해 지어졌다.

캄필리 왕국은 14세기 초 데칸 지역에 존재했던 힌두 왕국이다. 왕국은 오늘날 인도 카르나타카주 북동쪽에 있는 벨라리와 퉁가바드라강 근처에 존재했다. 왕국은 델리 술탄국 군대에게 패배한 후 1327/28년 자우하르(의식적인 집단 자살)을 치르며 멸망하였다. 일부 역사적인 설명에서 캄필리 왕국은 바스나가 왕국이라고 불리고, 힌두 비자야나가라 제국에 영감을 주어 궁극적으로 이르게 하였다.

## 역사
왕국의 설립자는 호이살라의 지휘관인 싱게야 나야카 3세(1280–1300 AD)로, 1294년 델리 술탄국의 이슬람 세력이 데바기리의 야다바 왕조의 영토를 패배시키고 점령한 후 독립을 선언했다. 나야카 3세는 1300년에 그의 아들 캄필리데바에게 왕위를 물려주었는데, 캄필리데바는 델리 술탄국의 영토 주장에 대해 분쟁을 벌였다. 캄필리 왕국은 1327/28년 델리 술탄국의 무함마드 빈 투글루크가 이끄는 군대의 침공을 받았다. 말리크 자다가 이끄는 군대는 죽은 힌두 왕의 수급을 델리의 무함마드 빈 투글루크에게 보내 캄필리 왕국에 대한 승리 소식을 전했다. 비자야나가라 제국은 200년 이상 동안 남인도를 지배했던 왕국의 유적에서 1336년에 생겨났다.

## 갤러리

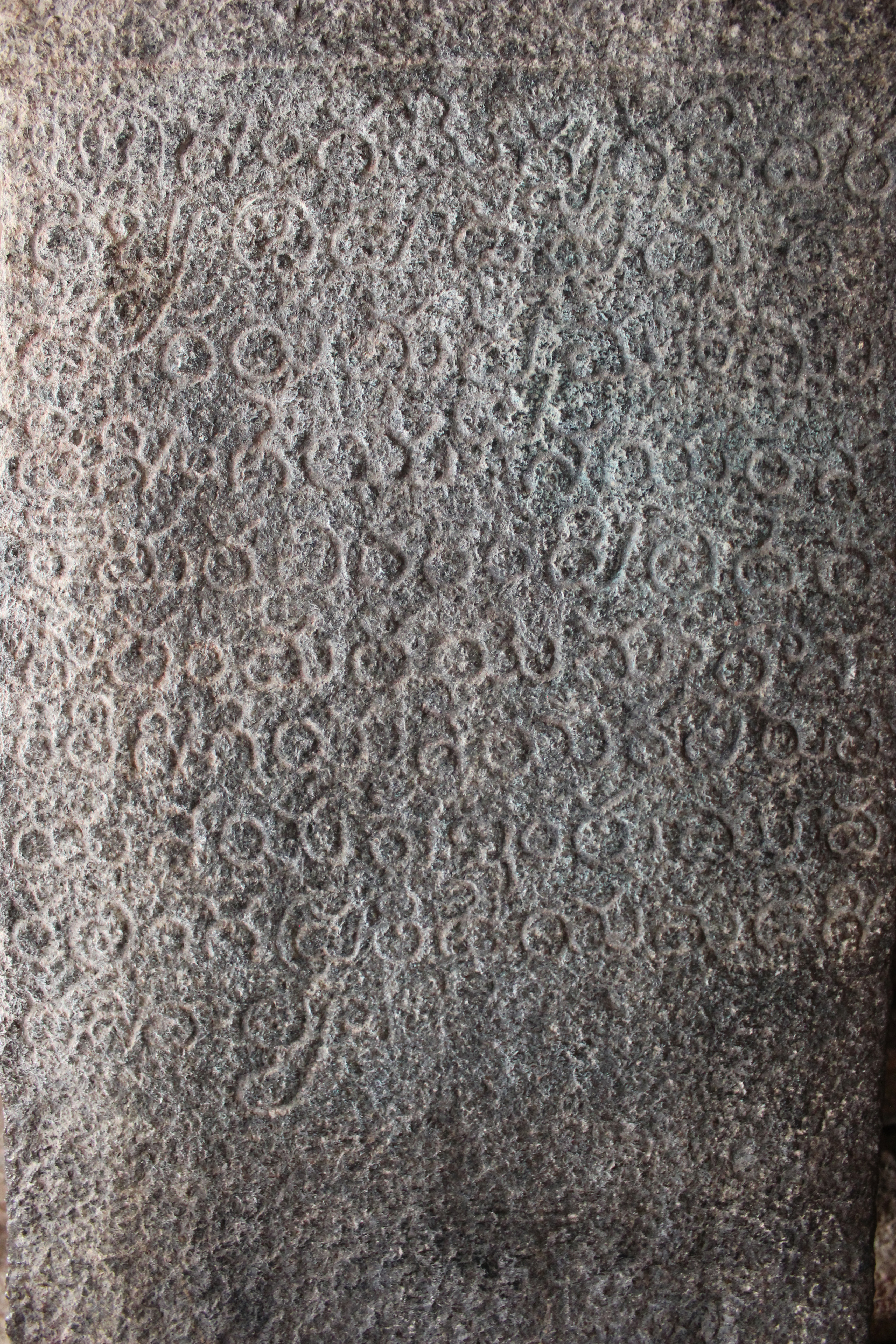
캄필리 왕국의 왕 캄필리 라야가 함피의 헤마쿠타 언덕에 있는 시바 사원에 만타파에 새긴 고대 칸나다어 비문(서기 1326년)
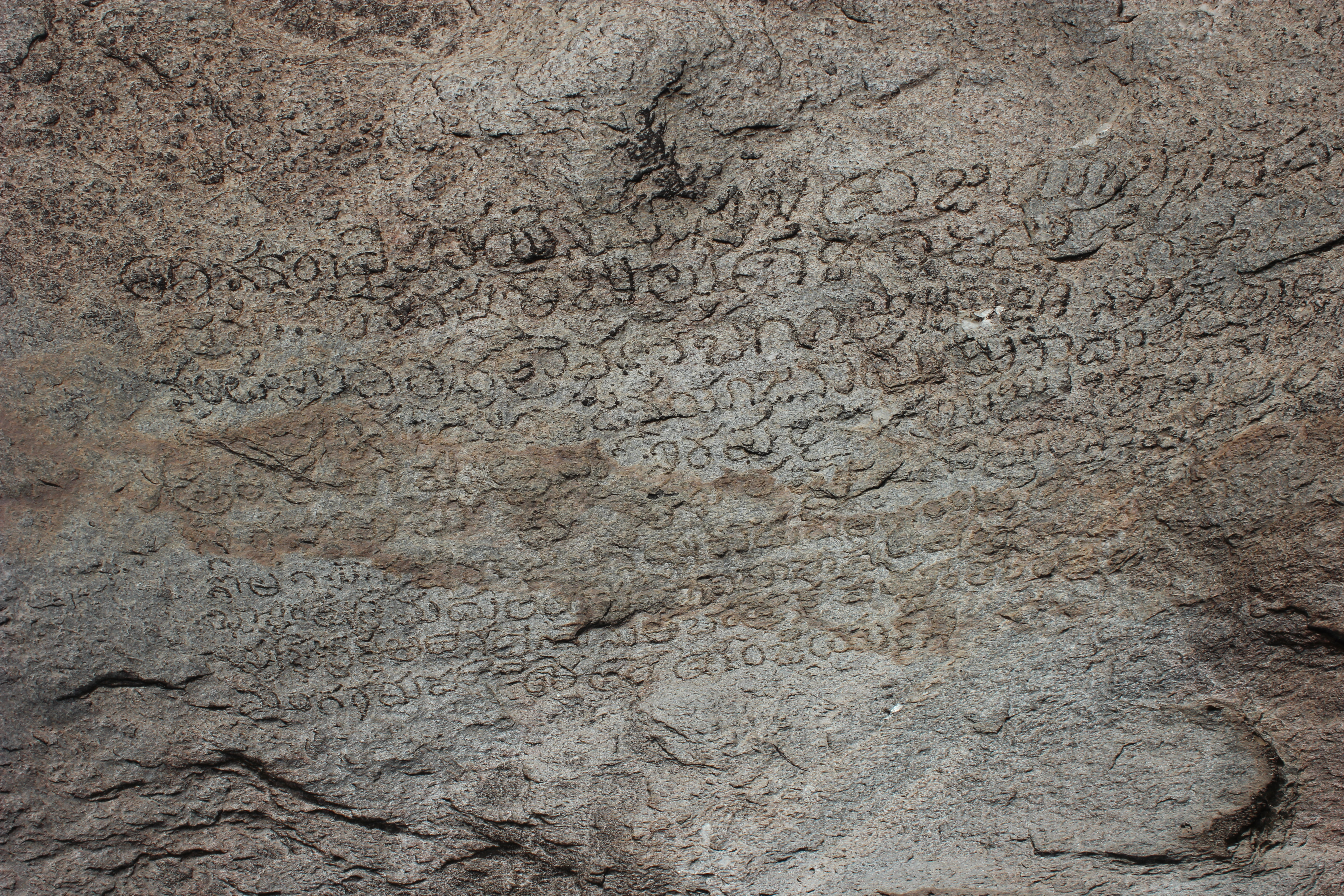
함피의 헤마쿠타 언덕 바위면에 새겨져 있는 캄필리 라야의 고대 칸나다어 비문(1326년)
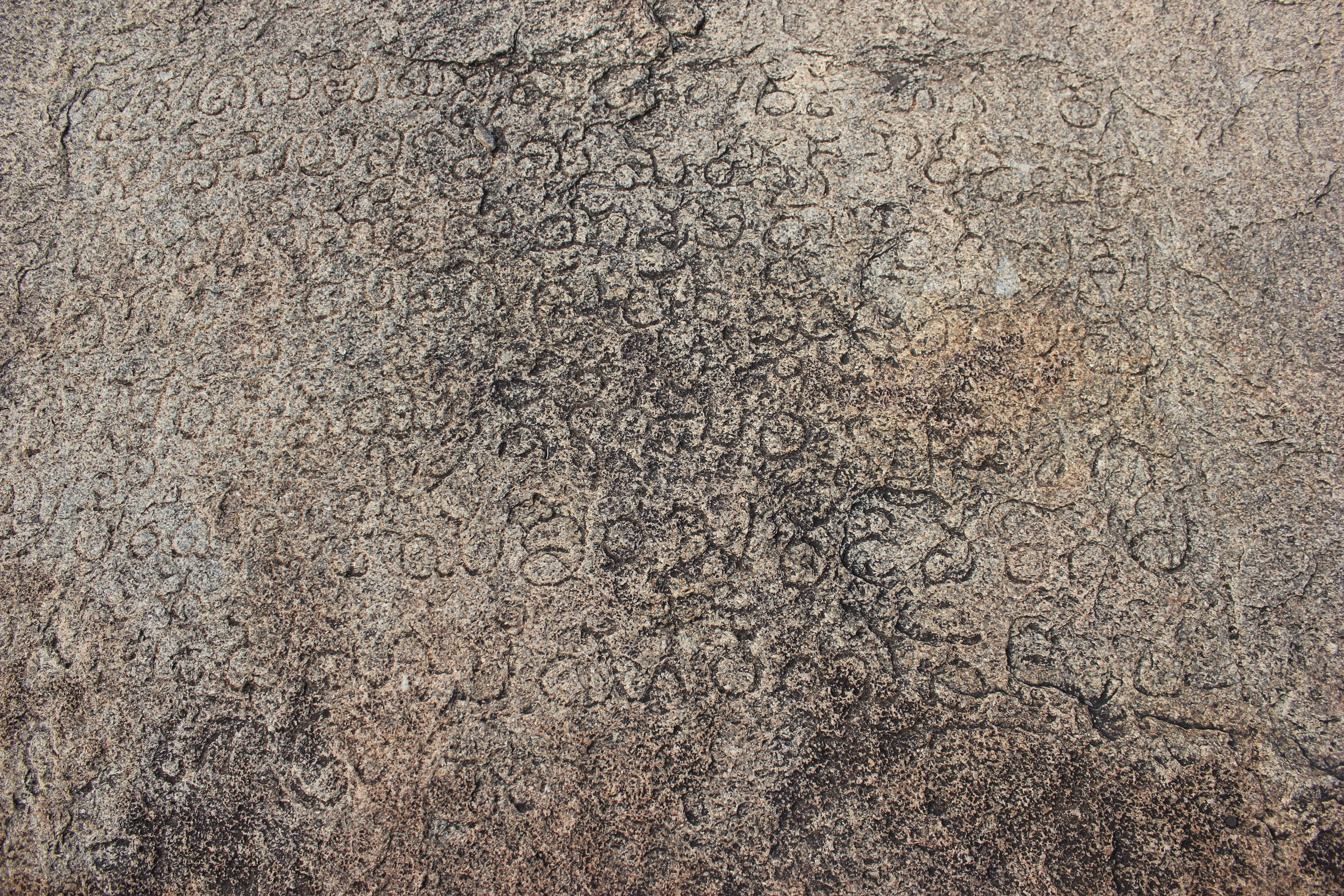
서기 1309년 캄필리 라야가 함피의 헤마쿠타 언덕 바위면에 새긴 고대 칸나다어 비문